# Кидд, Тревор
Тревор Кидд (англ. Trevor Kidd; род. 29 марта 1972, Дугалд, Канада) — канадский хоккеист, вратарь. Выступал в таких клубах Национальной хоккейной лиги как «Калгари Флэймз», «Каролина Харрикейнз», «Флорида Пантерз» и «Торонто Мейпл Лифс». Начинал карьеру, как и многие канадские игроки, участием в Западной хоккейной лиге, в 1991 году вместе с командой «Спокан Чифс» выиграл Мемориальный кубок. Ранее, в сезоне 1989/90, получил Дел Уилсон Трофи и был признан вратарём года всей Канадской хоккейной лиги. Трижды представлял Канаду на молодёжных чемпионатах мира, дважды удостоен золотой награды этого первенства. Вместе с национальной командой в качестве запасного голкипера ездил на зимние Олимпийские игры 1992 (сыграл там 1 матч, против аутсайдера — Норвегии), получил серебряную медаль. В том же году принял участие в чемпионате мира (также 1 матч).
Выбран «Калгари Флэймз» на драфте 1990 года в первом раунде одиннадцатым по счёту, 3 марта 1992 года провёл в НХЛ свой первый матч, игра против «Питтсбург Пингвинз» окончилась поражением. До конца сезона 1991/92 ему удалось выйти на лёд лишь один раз, 15 апреля в победном противостоянии с «Сан-Хосе Шаркс». Более-менее постоянно стал попадать в стартовый состав только через два года, и на протяжении всего этого времени пришлось вести конкурентную борьбу с Майком Верноном. Перед началом сезона 1997/98 Кидда обменяли на Эндрю Касселса и Жана-Себастьяна Жигера, в результате чего он оказался в «Каролине Харрикейнз». Там он отыграл два года, пока из состава его не вытеснил Артур Ирбе, в 1999 году вратарь был задрафтован «Атлантой», но не продержался там долго, был отдан клубу «Флорида Пантерз».
В новом клубе показывал хорошую игру, однако не смог выдержать конкуренцию со стороны молодого перспективного Роберто Люонго и перед началом сезона 2002/03 был вынужден покинуть команду. Находясь в статусе свободного агента, перешёл в «Торонто Мейпл Лифс». Состоял там в течение двух лет, имея статистику ниже среднего уровня, последний раз появился в матче НХЛ в 2004 году, когда вышел на замену в проигранной 7-2 встрече с «Филадельфия Флайерз». В ходе локаута 2004/05 некоторое время выступал в составе шведского клуба HC Örebro 90, в мае 2005 года подписал контракт с немецкой командой «Ганновер Скорпионс». В 2006 году завершил игровую карьеру.